# Anllo (San Amaro)
Anllo (llamada oficialmente Santiago de Anllo) es una parroquia y una aldea del municipio español de San Amaro, en la provincia de Orense, Galicia.

## Organización territorial
La parroquia está formada por diez entidades de población, constando siete de ellas en el nomenclátor del Instituto Nacional de Estadística español:
- A Casanova
- A Caseta
- A Cruz
- Anllo (Anllo Pequeno)[4]
- O Hospicio
- Outeirás
- Pazos
- Quinteiro
- San Sebastián
- Vilar

## Demografía

### Parroquia
| Gráfica de evolución demográfica de Anllo (parroquia) entre 2000 y 2023 |
|                                                                         |
| Datos según el nomenclátor publicado por el INE.                        |

### Aldea
| Gráfica de evolución demográfica de Anllo (aldea) entre 2000 y 2023 |
|                                                                     |
| Datos según el nomenclátor publicado por el INE.                    |